# Ẩm thực Nga

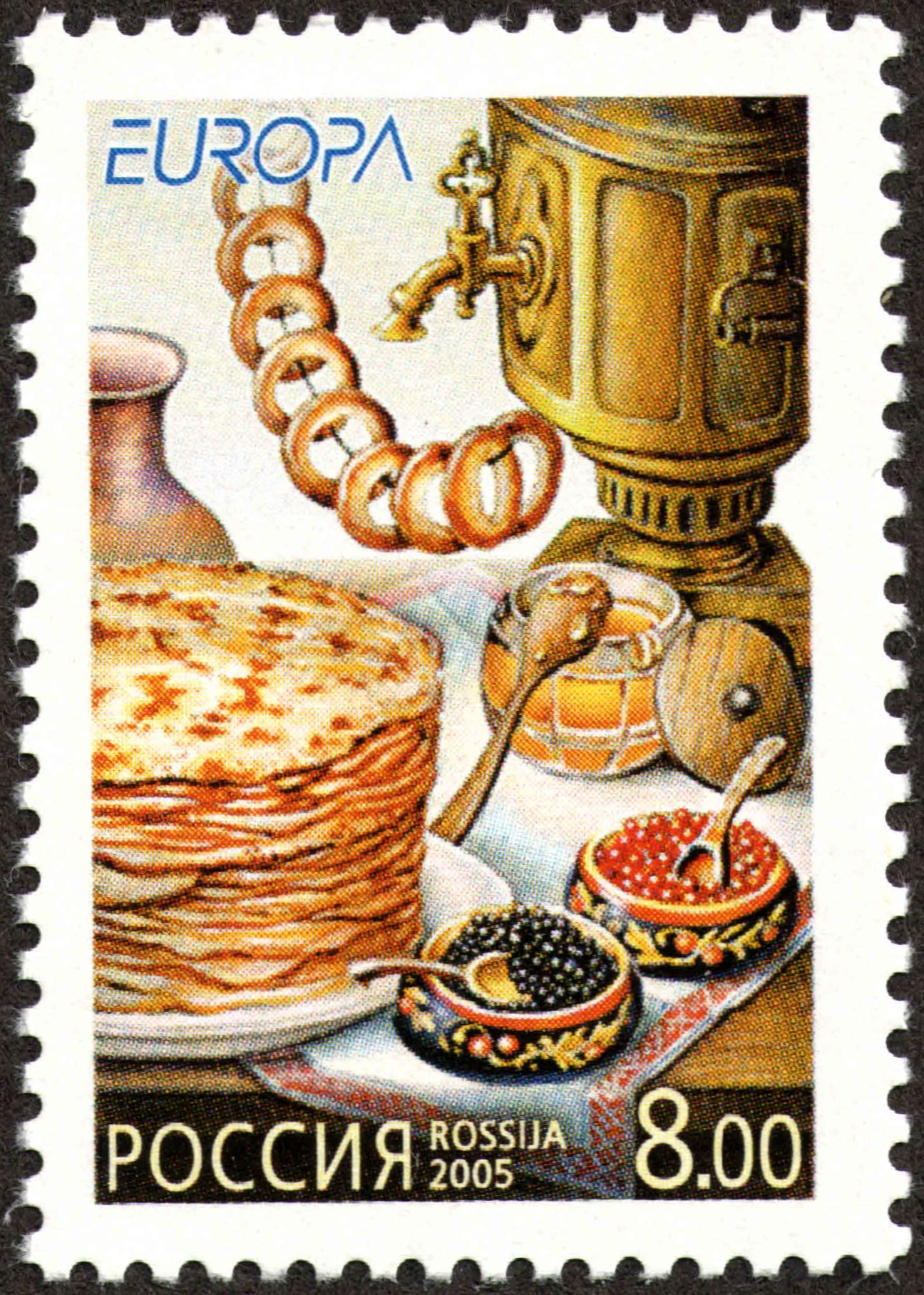
Tem bưu chính Nga cho thấy các đặc sản quốc gia điển hình được phục vụ ở Nga: những bánh kếp truyền thống của Nga, trứng cá muối, những bánh mì cuộn Đông Âu truyền thống, mật ong và trà trong samovar

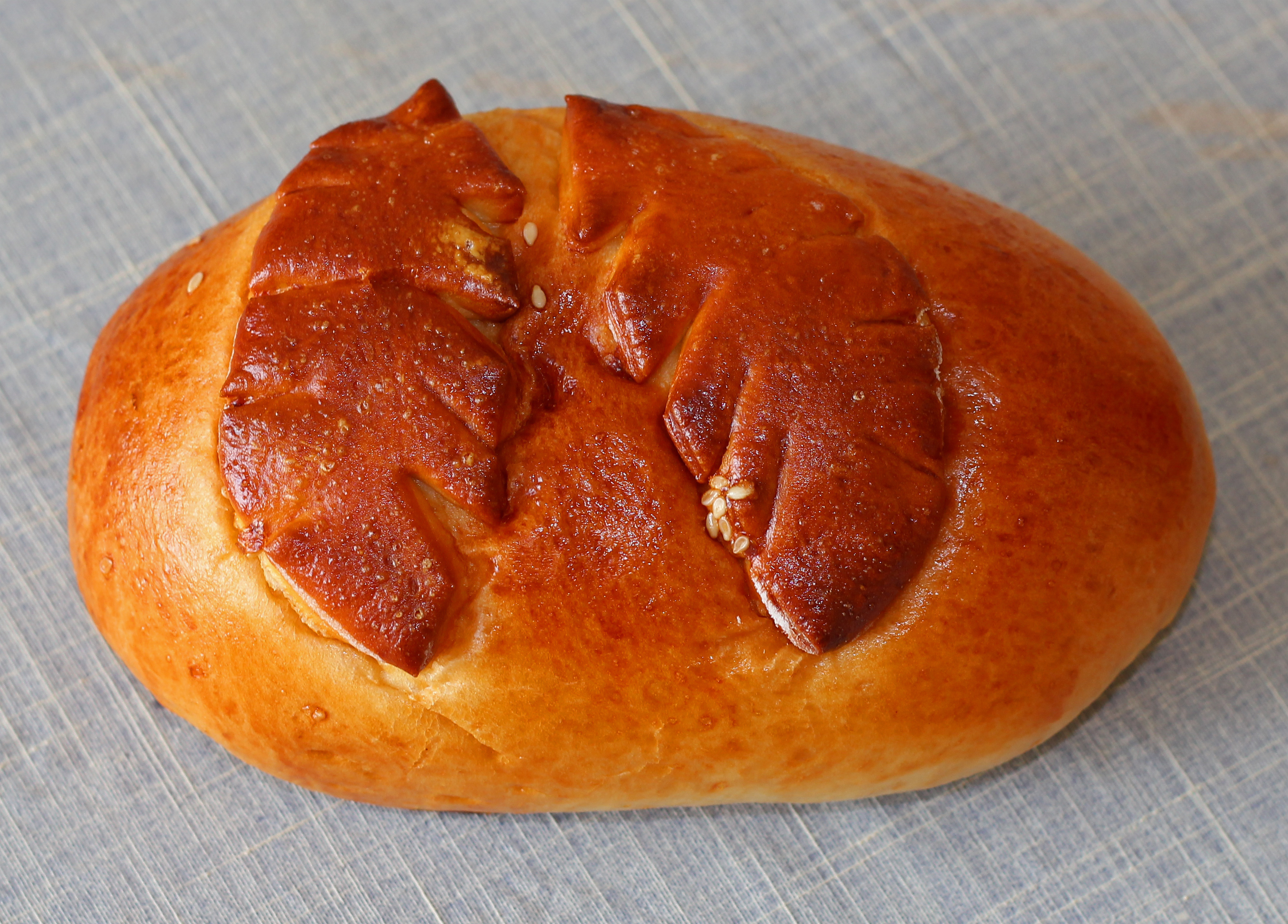
Một món bánh ngọt của Nga

Ẩm thực Nga (tiếng Nga: Русская кухня, chuyển tự là: Russkaya kukhnya) rất đa dạng, vì Nga là quốc gia có diện tích lớn nhất thế giới. Ấm thực Nga có nguồn gốc tính chất đa dạng từ tầm vóc rộng lớn và đa văn hóa của Nga. Nền móng của nền ẩm thực đã được xây dựng trên thực phẩm nông dân của dân cư nông thôn trong một khí hậu thường khắc nghiệt, với sự kết hợp với nguồn cung cấp dồi dào về cá, gia cầm, nấm, dâu, và mật ong. Cây trồng lúa mì, lúa mạch đen, lúa mạch và kê cung cấp các thành phần cho nhiều loại bánh mì, bánh, ngũ cốc, bia, và rượu vodka. Súp và các món hầm đầy đủ các hương vị được tập trung vào các sản phẩm theo mùa vụ hoặc có thể lưu trữ, cá, và các loại thịt. Thực phẩm hoàn toàn có nguồn gốc bản địa vẫn là yếu tố chính cho đại đa số người Nga vào thế kỷ 20.
Việc mở rộng của nước Nga về văn hóa, ảnh hưởng và sự quan tâm trong suốt thế kỷ 18 16 mang lại nhiều hơn các loại thực phẩm tinh chế và kỹ thuật ẩm thực, cũng như là một trong những quốc gia thực phẩm có chất lượng nhất trên thế giới. Chính trong thời gian này cá xông khói, bánh bột nhồi, xà lách và các loại rau màu xanh lá cây, sô cô la, kem, rượu vang và nước trái cây được nhập khẩu từ nước ngoài. Ít nhất là cho tầng lớp quý tộc đô thị và tầng lớp quý tộc tỉnh, điều này mở ra cánh cửa cho việc tích hợp sáng tạo của những thực phẩm mới với các món ăn truyền thống của Nga. Kết quả là rất khác nhau về kỹ thuật, gia vị, và sự kết hợp.
Ẩm thực đóng vai trò rất quan trọng trong xã hội Nga. Những ảnh hưởng của phương Tây đang có tác động đáng kể đến thói quen ăn uống và khẩu vị của người dân, khi các hãng McDonalds phát triển tràn lan, và các quán cà phê theo phong cách Paris xuất hiện trên các lề phố Moskva hay Sankt-Peterburg. Tuy nhiên, những món ăn truyền thống và các đặc sản của Nga như rượu vodka hay bánh mì "karavai" vẫn giữ nguyên tầm quan trọng của chúng trong các bữa tiệc hay lễ lớn của Nga. Vào mùa đông, nhiệt độ có thể xuống tới -20 °C tại thủ đô Moskva, vì thế, các thức ăn béo, giàu năng lượng như bánh mì, trứng, bơ hay sữa là rất cần thiết. Ngoài ra còn có những món đặc sản đặc biệt như schi (súp thịt bò và rau cải) hay borssh (súp củ cải đỏ với thịt lợn). Đôi khi người ta cũng ăn khoai tây nghiền, rán vào cuối bữa hoặc bliny, một loại bánh kếp ăn kèm với mật ong hoặc trứng cá.
Ngoài thức ăn, người Nga còn có nhiều đồ uống nổi tiếng trên thế giới như rượu vodka thường được làm từ lúa mạch đen hay lúa mỳ. Đôi khi nó còn được pha thêm tiêu, dâu hay chanh. Một đồ uống nổi tiếng khác là sbiten, được làm từ mật ong và thêm một chút hương liệu khác như dâu. Chè cũng là một thứ đồ uống nổi tiếng khác. Nó là một loại đồ uống truyền thống và đôi khi cũng được uống kèm sữa.

## Súp
Súp luôn đóng một vai trò quan trọng trong bữa ăn của Nga. Các loại súp thiết yếu truyền thống như shchi (щи), ukha (уха́), rassolnik (рассо́льник), solyanka (соля́нка), botvinya (ботви́нья), okroshka (окро́шка), và tyurya (тю́ря) được mở rộng từ thế kỷ 18 đến thế kỷ 20 bởi cả những thực phẩm thiết yếu của châu Á và châu Á như canh, súp xay nhuyễn, món hầm và nhiều loại khác.
Các món súp của Nga có thể chia thành ít nhất bảy nhóm lớn:
- Súp lạnh từ kvas, như là tyurya, okroshka, và botvinya.
- Súp loãng và các món hầm từ nước và rau, như là swekolnik.
- Mì nước với thịt, nấm hoặc sữa.
- Súp từ bắp cải, nổi vật nhất là shchi.
- Súp đặc từ nước dùng thịt, với vị mặn và chua như rassolnik và solyanka.
- Súp cá như là ukha.
- Súp từ ngũ cốc và rau.

### Súp lạnh

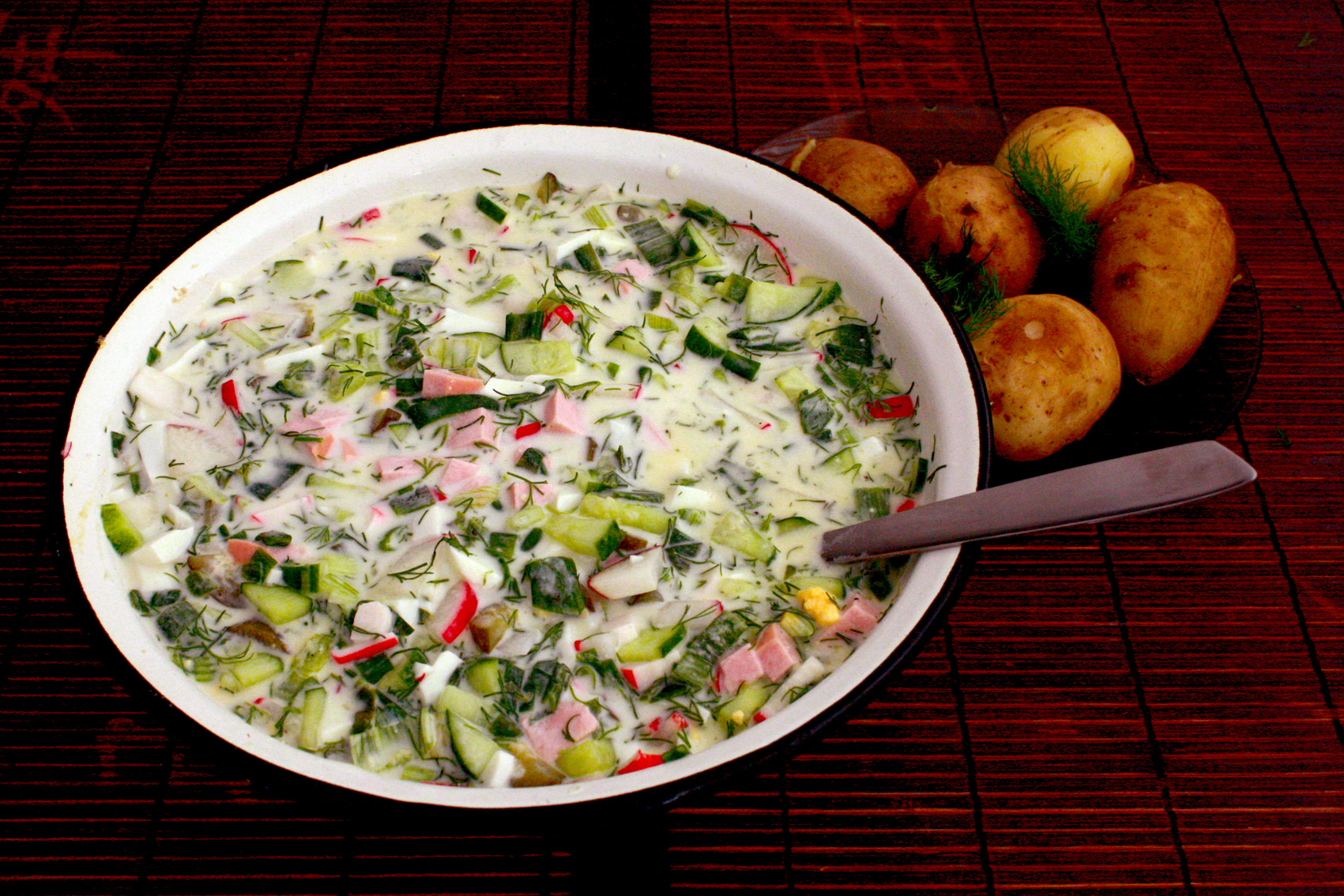
Okroshka

Okroshka là món súp lạnh từ kvas hoặc sữa chua lỏng. Okroshka cũng là một loại salad. Các nguyên liệu chính là hai loại rau có thể trộn với thịt hoặc cá luộc nguội với tỷ lệ 1:1.

### Súp nóng

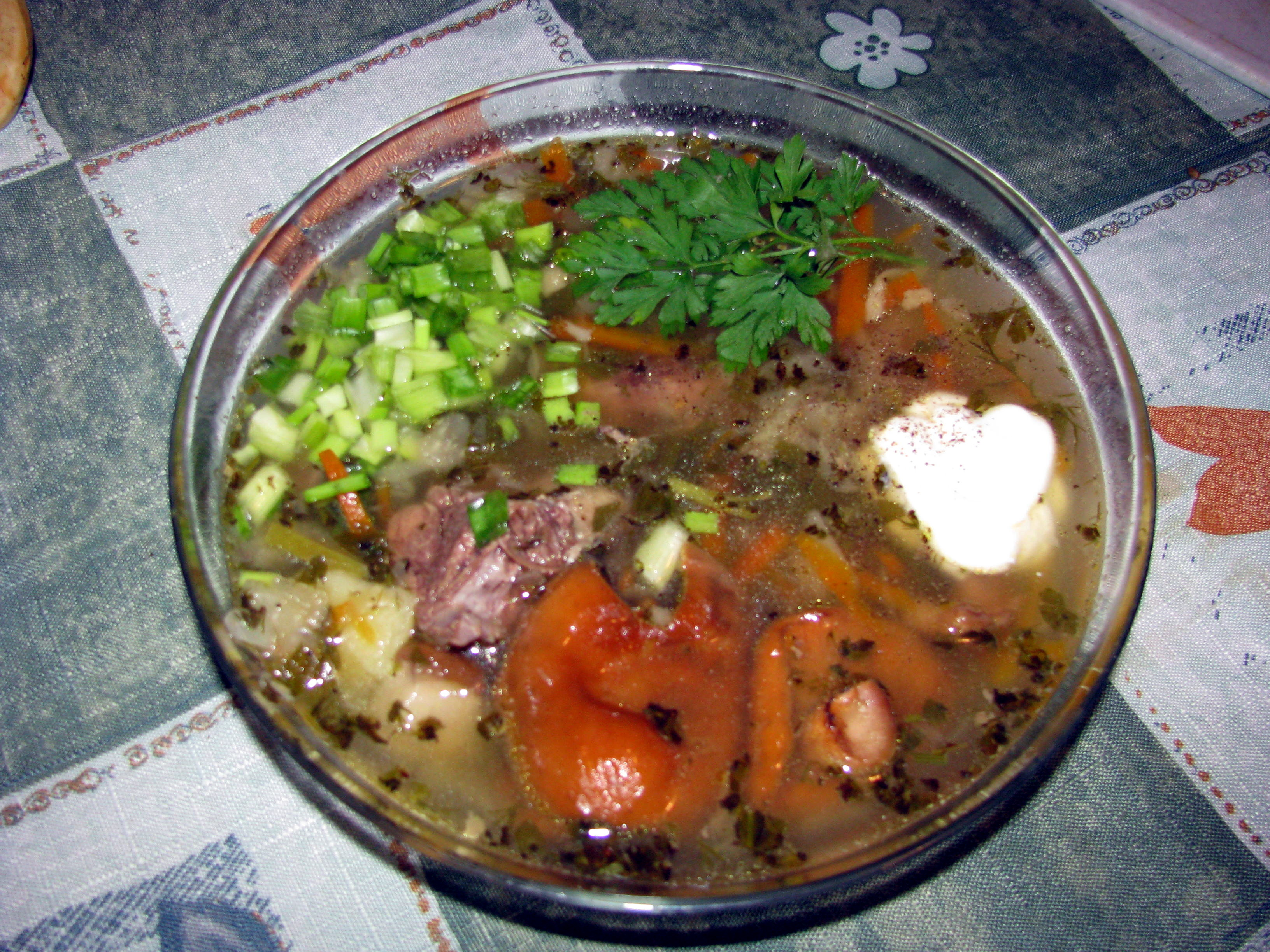
Shchi

Shchi (súp bắp cải) đã từng là món đầu tiên trong bữa chủ yếu trong hơn một ngàn năm. Mặc dù mùi vị đã thay đổi, có vẫn tồn tại qua các thời kỳ. Shchi không phân biệt tầng lớp xã hội, và kể cả nếu người giàu có các nguyên liệu đắt hơn và người nghèo chỉ nấu với bắp cải và hành tây, tất cả các phiên bản "nghèo" và "giàu" này đều được nấu theo cách truyền thống giống nhau. Hương vị đặc trưng của súp bắp cải đến từ việc sau khi nấu nó được để lại (hầm) trên bếp. The "Tinh thần shchi" không thể tách rời với nhà gỗ Nga. Nhiều châm ngôn của Nga gắn liền với loại súp này, như là Shchi da kasha pishcha nasha (tiếng Nga: Щи да каша — пища наша, "Shchi và cháo là những thực phẩm thiết yếu của chúng ta"). Nó có thể được ăn thường xuyên, vào mọi lúc trong năm.
Phiên bản sang hơn của shchi bao gồm một số nguyên liệu, nhưng nguyên liệu đầu tiên và cuối cùng là bắt buộc:
1. Bắp cải.
2. Thịt (rất hiếm khi là cá hoặc nấm).
3. Cà rốt, húng hoặc rễ mùi tàu.
4. Rau thơm cay (hành tây, cần tây, thì là, tỏi, tiêu, nguyệt quế).
5. Các nguyên liệu chua (smetana, táo, dưa cải Đức, nước muối chua).

Khi dùng súp, smetana được thêm vào. Nó thường được ăn cùng bánh mì đen.
Trong nhiều thời gian trong năm khi Nhà thờ Cơ đốc giáo chính thống quy định kiêng thịt và sữa, một phiên bản thuần chay của shchi được thực hiện.
Borscht được làm từ nước xuýt, củ dền đỏ và khoai tây, cùng với nhiều loại rau củ khác như hành, cải bắp, cà rốt và cần tây. Súp borscht Nga khác súp borscht Ukraina ở chỗ người Nga luôn luôn sử dụng củ dền đỏ để nấu súp. Súp borscht thường cũng có cả thịt, đặc biệt là thịt bò (ở Nga) hoạc thịt lợn (ở Ukraina). Borscht nhìn chung thường ăn rất nóng, kèm theo kem chua, điểm thêm các loại rau thơm hoặc rau mùi tây và tỏi giã nhỏ. Theo truyền thống, súp borscht thường dùng cùng với bánh mỳ đen. Borscht thường được coi là món ăn dân tộc tại nhiều quốc gia Đông Âu khác như Ukraina, Ba Lan, Belarus và Lít-va.

## Cháo

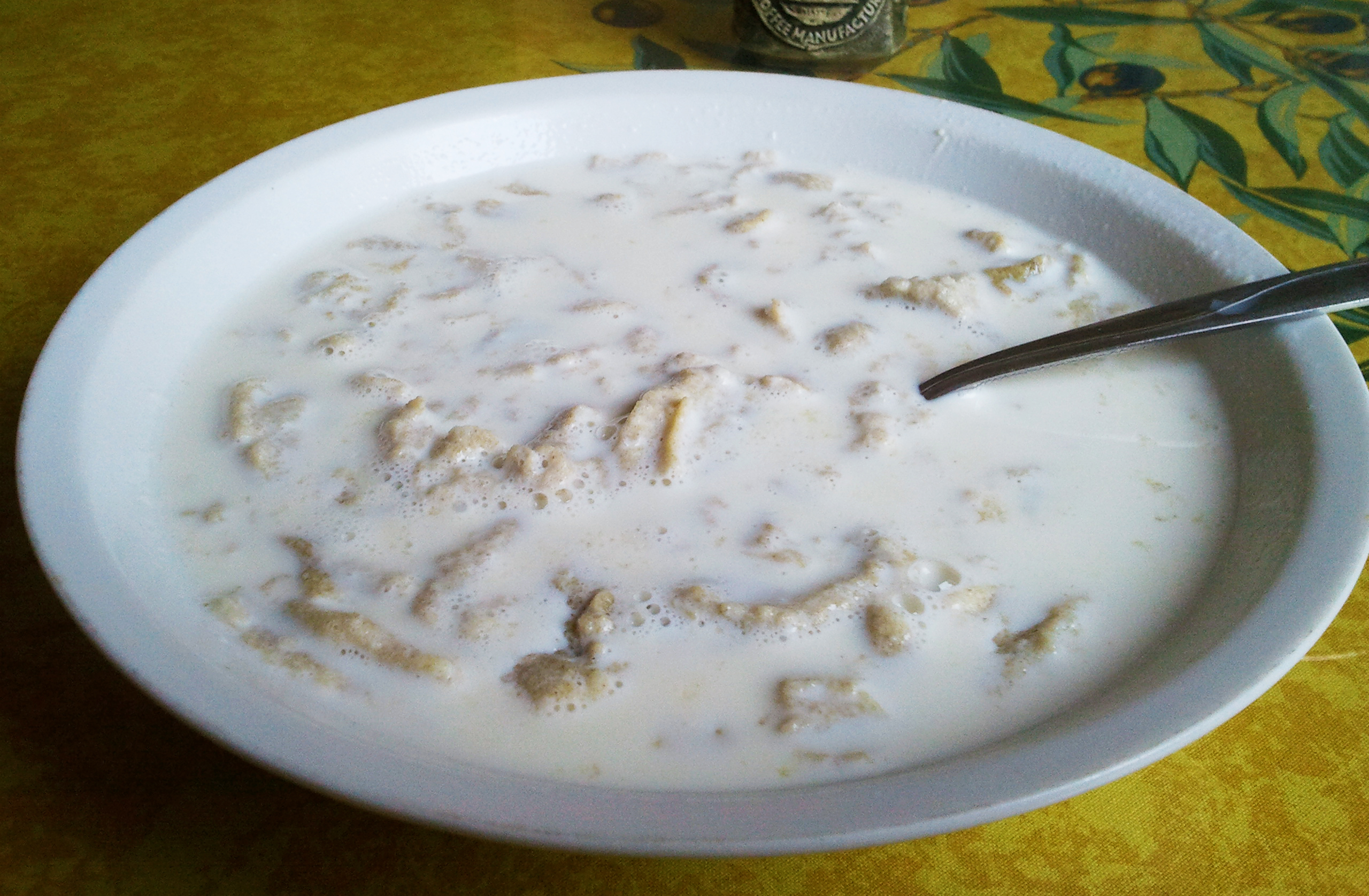
Kasha với sữa

Cháo đặc là một trong những món quan trọng nhất trong ẩm thực truyền thống của Nga. Các loại ngũ cốc khác nhau từ các vụ mùa địa phương. Trong tiếng Nga, từ kasha đề cập đến bất cứ loại cháo đặc nào. các loại ngũ cốc phổ biến nhất là mạch ba góc, kê, semolina, yến mạch, đại mạch và gạo. Các loại ngũ cốc này theo truyền thống được nấu với sữa, đặc biệt là dành cho bữa sáng. Mọi người thường thêm bơ, muối và đường vào để thêm vị.

## Món chính

### Thịt

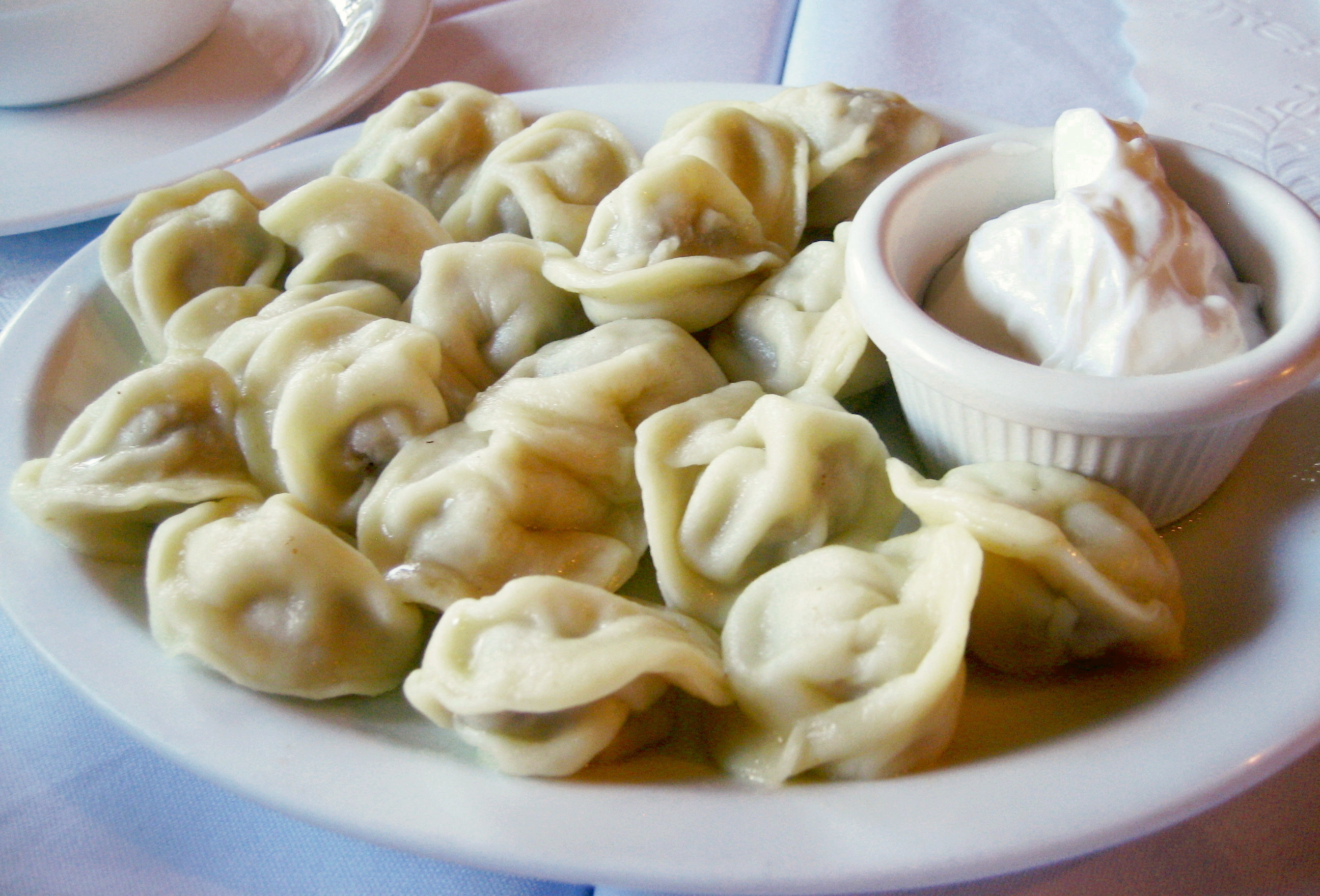
Pelmeni

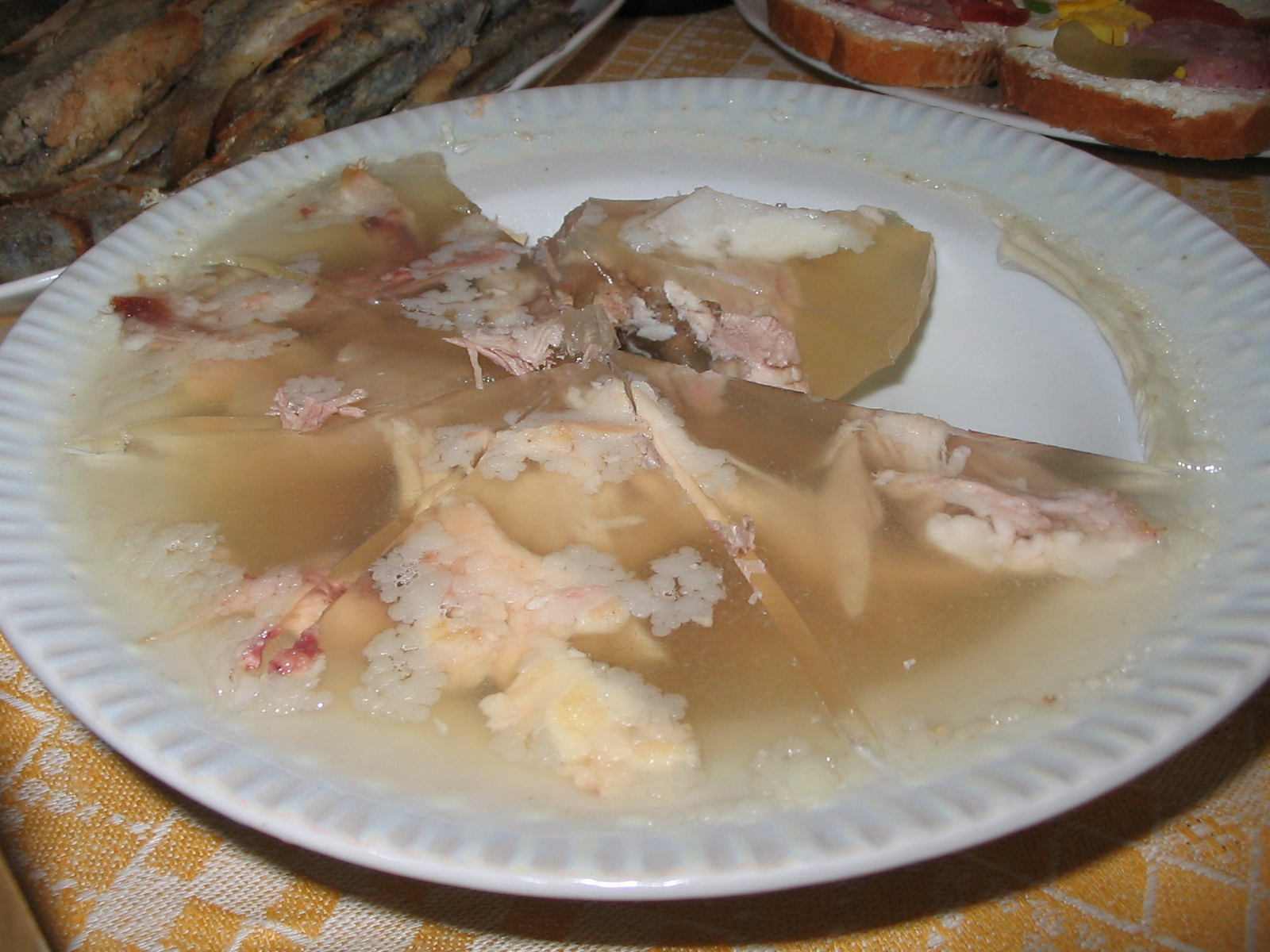
Kholodets

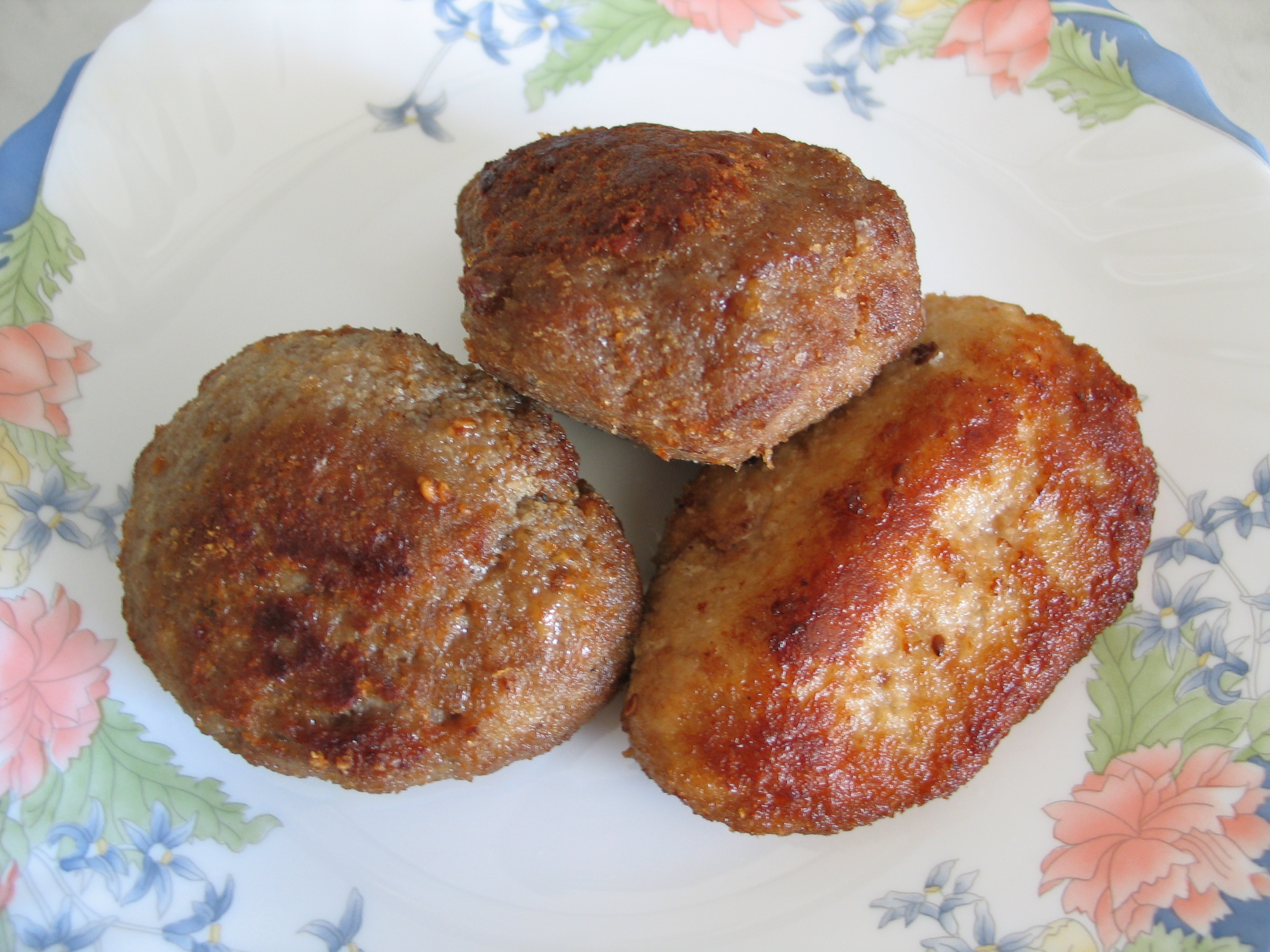
Kotlety

Trong ẩm thực truyền thống của Nga có 3 loại món ăn từ thịt cơ bản nổi bật:
- một miếng thịt luộc lớn nấu trong súp hoặc cháo, và đó được sử dụng làm món thứ hai trong bữa ăn hoặc ăn lạnh
- món nội tạng (gan, lòng, v.v), nướng trong nồi cùng ngũ cốc;
- món gà nguyên con hoặc một phần (đùi hoặc ức), hoặc một miếng thịt lợn (thịt mông) nướng trên khay trong lò, còn gọi là "zharkoye" (từ từ "zhar"(жар) nghĩa là "nhiệt")

"Domostroi" thế kỷ 16 tập trung vào các hộ gia đình khá giả cũng nhắc đến cách làm xúc xích, thịt nướng xiên, món hầm và nhiều món thịt khác.
Pelmeni là món truyền thống của Đông Âu (chủ yếu là Nga) thường được làm với nhân thịt xay bên trong bột nhào mỏng (làm từ bột và trứng, đôi khi thêm với sữa và nước). Thịt lợn, cừu, bò và các loại thịt khác có thể được sử dụng làm nhân; trộn một số loại cũng phổ biến. Công thức truyền thống của Ural yêu cầu nhân được làm từ tỷ lệ 45% thịt bò, 35% thịt cừ, và 20% thịt lợn. Theo truyền thống, các gia vị khác nhau, như tiêu, hành tây, và tỏi được trộn với nhân.
Người Nga có vẻ đã học cách làm pelmeni từ người Phần Lan và người Tatar ở Taiga, dãy núi Ural và Siberia. Từ này nghĩa là "bánh mì hình tai" trong các ngôn ngữ Phần Lan như là Udmurt và Komi. Ở Siberia nó được làm theo lượng lớn và được chứa đông lạnh bên ngoài trong vài tháng mùa đông. Ở đại lục Nga, thuật ngữ "Pel'meni Siberia" đề cập đến pel'meni làm với hỗn hợp thịt (tỷ lệ 45/35/20 như ở trên hay tỷ lệ khác), thay vì chỉ một loại thịt. Đến cuối thế kỷ 19, nó trở thành thực phẩm thiết yếu khắp vùng đô thị Nga thuộc châu Âu. Nó được chế biến ngay trước khi ăn bằng cách luộc trong nước đến khi thịt nổi lên, sau đó đợi 2–5 phút nữa. Thành phẩm được dùng với bơ hoặc kem chua (mù tạt, cải ngựa và giấm cũng phổ biến). Một số công thức gợi ý rán pelmeni sau khi luộc đến khi chuyển màu nâu vàng.

### Cá
Cá từng quan trọng trong ẩm thực thời tiền cách mạng, đặc biệt vào ngày nhịn ăn của Giáo hội Chính thống giáo Nga, khi mà họ không được phép ăn thịt, tương tự như phong tục Công giáo ăn cá thay vì thịt vào thứ 6. Một cách nghiêm ngặt, các loài cá nước ngọt như cá chép và cá sudak (Sander lucioperca, Zander) thường được ăn ở vùng đất liền; cá hồi, cá ngừ ở vùng phía bắc. Các loài cá bao gồm cả các loài nước ngọt được bảo quản bằng cách ngâm muối, muối, hun khói và được dùng làm "zakuski" (hors d'oeuvres).

### Rau
Bắp cải, khoai tây và các loại rau chịu được lạnh phổ biến ở Nga và các nền ẩm thực châu Âu khác. Bắp cải muối (dưa cải Đức), dưa chuột muối, cà chua và các loại rau khác được ngâm muối để bảo quản cho việc sử dụng trong mùa đông. Táo muối và một số hoa quả khác cũng được sử dụng rộng rãi. Chúng là các nguồn vitamin trong các quãng thời gian không có hoa quả và rau tươi.

## Đồ uống

### Đồ uống có cồn

Một chai Medovukha

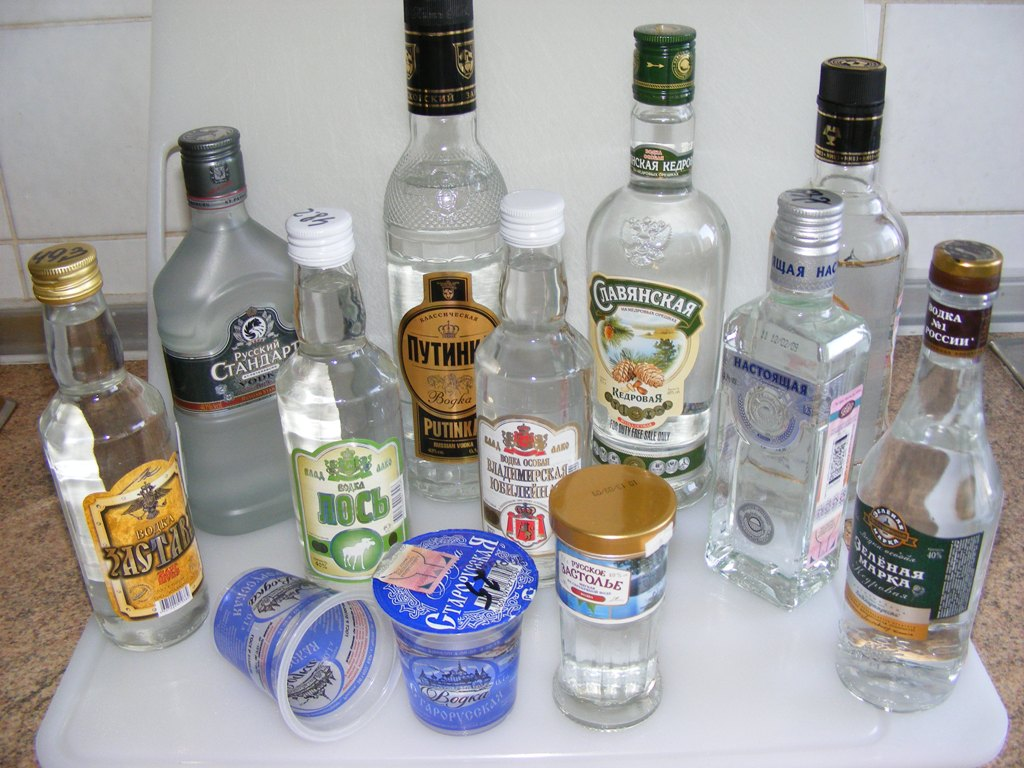
Vodka của Nga trong nhiều loại cốc và chai khác nhau

Trong các loại đồ uống có cồn của Nga, có lẽ loại cổ nhất là Medovukha, một loại đồ uống ngọt, ít cồn, được làm từ mật ong lên men thêm với các gia vị. Một loại thức uống từ mật ong mạnh hơn là stavlenniy myod, đây là đồ uống của Nga tương đương với mead của Scandinavia; theo điển hình nó được làm từ hỗn hợp nước ép quả mọng.
Vodka là sản phẩm có cồn nổi tiếng nhất của Nga và được sản xuất với nhiều phiên bản khắp cả nước. Vodka có thể có thành phần chính là ngũ cốc hoặc khoai tây và thường được tạo hương vị với rất nhiều nguyên liệu khác nhau từ tiêu cay và củ cải ngựa đến các loại trái cây và quả mọng.
Bia đã được sản xuất tại Nga ít nhất kể từ thế kỷ thứ 9. Sự phổ biến của nó trong nhiều thế kỷ tập trong tại vùng Novgorod. Bia tiếp tục được sản xuất trong suốt lịch sử nước Nga nhưng sự phát triển thực sự bắt đầu từ thế kỷ 18 khi nhiều nhà máy bia được thành lập để cung cấp cho quân đội hoàng gia với được hiện đại hóa và mở rộng. Một sự bùng nổ thực sự về độ nổi tiếng của bia xảy ra vào thập kỷ cuối của thời kỳ Liên Xô và tiếp tục cho đến ngày nay. Hiện nay, Nga là nhà sản xuất bia lớn thứ tư thế giới.
Rượu vang được sản xuất tại các vùng phía nam quốc gia, nhưng ít nổi tiếng hơn nhiều so với các thức uống có cồn khác. Công nghiệp rượu vang có phần nào nổi bật trong thời kỳ phong kiến đã và đang mở rộng một cách chậm rãi. Hầu hết người Nga uống rượu vang thích các loại vang nhập từ nước ngoài hơn, đặc biệt là các loại vang ngọt được sản xuất tại các quốc gia thuộc Liên Xô cũ và ít được biết đến trên thế giới.

### Đồ uống không cồn

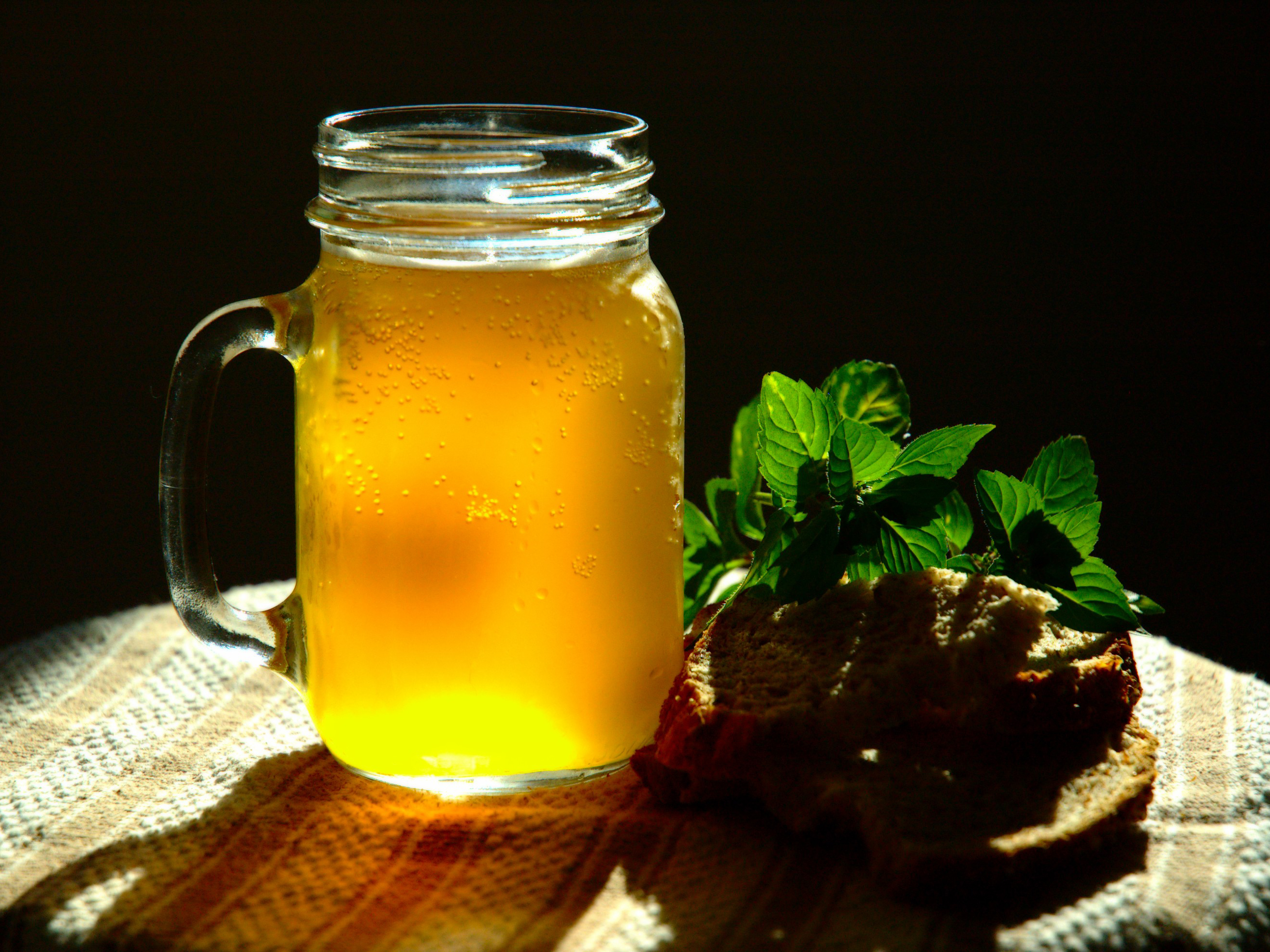
Kvass là một loại đồ uống từ bánh mì và là nguyên liệu chính trong nhiều món súp.

Kvass là một đồ uống cổ và còn rất phổ biến được làm từ bánh mì. Phương pháp cơ bản để chế biến kvass bao gồm nước, bột mì và mạch nha lỏng; các nguyên liệu này được sử dụng để tạo ra bột nhào dùng để lên men. Nó tạo ra một loại đồ uống với rất ít cồn. Kvass để thương mại thường có khoảng 0,5% độ cồn. Dung dịch lên men, được gọi là "zator," được pha loãng với nước và trộn với men, đường và các chất tạo mùi. Hỗn hợp cuối cùng này được ủ vài ngày. Chất tạo mùi có thể gồm hoa quả và quả mọng (quả anh đào, quả mâm xôi, chanh,...), cũng như gừng và bạc hà.

## Salad

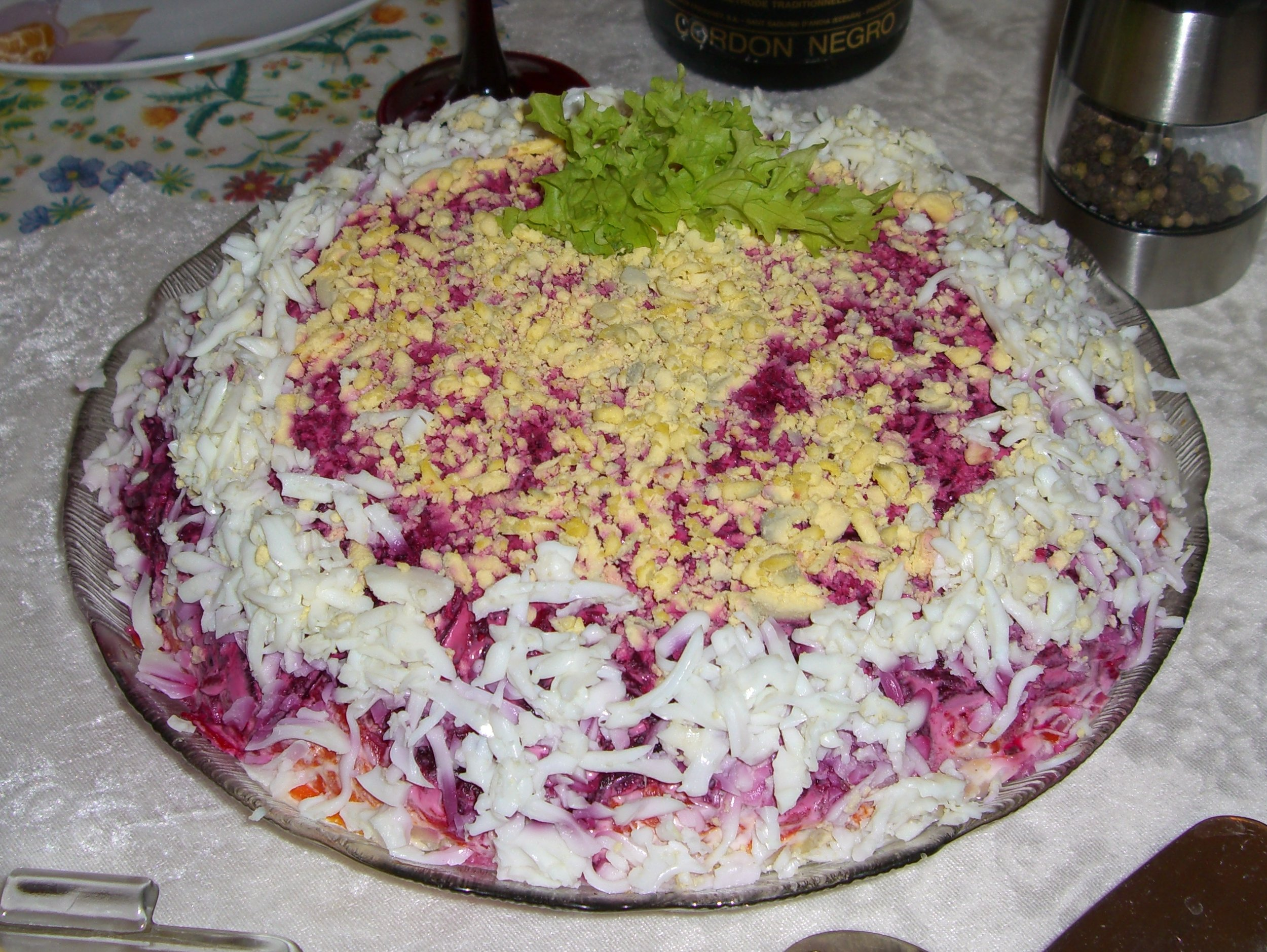
Cá trích mặc quần áo

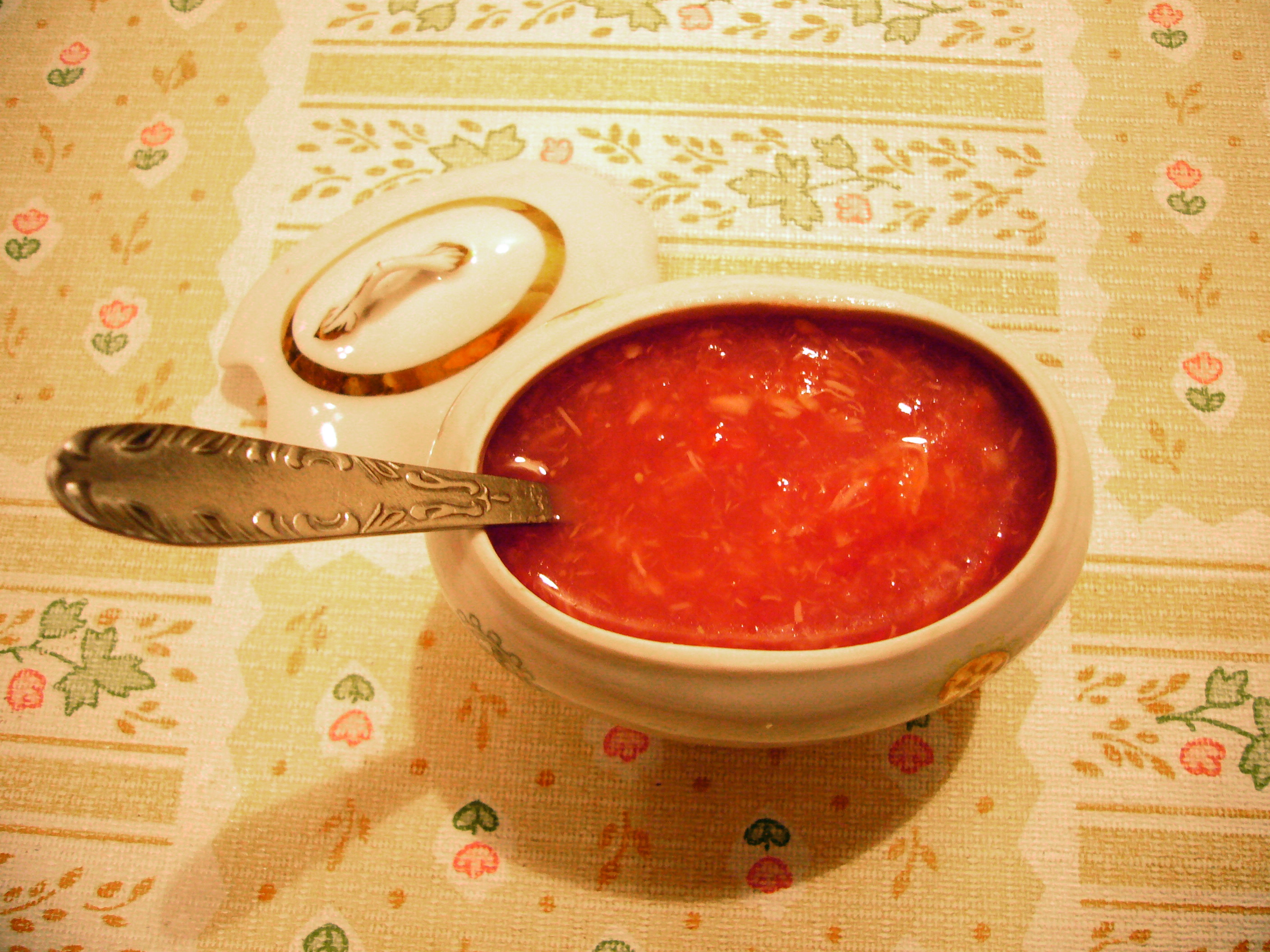
Xốt Khrenovina,,ppyk æpako nước xốt truyền thống của Siberia, làm từ cà chua, tỏi và củ cải ngựa, Novokuznetsk, Nga

- Salad Olivier (còn được biết đến là xa lát Nga), một món salad khoai tây với mayonnaise đặc trưng bởi các loại rau củ thái với các hương vị đối lập của dưa chuột muối, trứng luộc, cà rốt luộc, thịt và đậu Hà Lan. Món này là một trong các món chính trong buffet năm mới.
- Sel'd' pod shuboy còn được biết là "cá trích mặc quần áo", là cá trích muối thái trộn dưới củ rền thái, đôi khi thêm một lớp trứng hoặc các loại rau khác.[3]

Một món rất phổ biến vào dịp năm mới
- Vinegret, một loại salad làm từ củ rền, khoai tây, cà rốt, hành tây, dưa chuột muối, dưa cải Đức, hành tây và đôi khi có đậu Hà Lan hoặc đậu trắng. Thêm với dầu ô liu hoặc dầu hướng dương.

## Món tráng miệng
- Varenye là một món tráng miệng và một loại gia vị. Nó được làm từ trái cây nấu. Nó giống với mứt ngoại trừ việc trái cây không được trộn và giống trái cây trong xi rô. Nó được sử dụng để làm đồ phủ trên bánh kếp và syrniki và làm ngọt trà. Nó cũng được ăn vã như một đồ ngọt.[4]